# Ibn Rusta
Abū ʿAlī Aḥmad ibn ʿUmar b. Rusta (in arabo أبو علي أحمد بن عمر بن رُسته‎?; Rosta, 903 circa – ...) è stato un esploratore e geografo persiano che scrisse in arabo.

## Biografia
Nato nel distretto di Rosta, a Isfahan (Persia sotto dominio arabo-islamico), Ibn Rusta fu autore di una compilazione geografica assai nota (il Kitāb al-aʿlāq al-nafīsa).
Dette della città di Iṣfahān una descrizione particolarmente precisa e utile. Dichiarava assai onestamente che per il suo lavoro s'era dovuto affidare a tradizioni orali particolarmente difficili da acquisire e interpretare, senza poter verificare la correttezza di quelle informazioni, se non quelle che gli derivavano dalla sua personale esperienza e dalla fiducia che riponeva in testimoni che riteneva affidabili. Si dispone così d'una descrizione dei venti distretti (rostaq) d'Isfahan, ricchi di dettagli del tutto assenti nelle opere di altri geografi. Per quanto riguarda la città stessa, possiamo sapere che essa era di forma perfettamente circolare, con una circonferenza della metà di una parasanga (farsang), con mura di cinta protettive difese da cento torri e quattro porte.
Le sue informazioni sui popoli non musulmani dell'Europa e dell'Asia fanno di lui una fonte essenziale sulla storia di regioni del mondo altrimenti quasi del tutto oscure (era anche al corrente dell'esistenza delle Isole britanniche e dell'eptarchia anglosassone in Inghilterra) e per la preistoria dei Turchi e di altri popoli delle steppe euro-asiatiche.
Si recò a Novgorod coi Variaghi (in arabo روس‎?, Rūs) e compilò opere riguardanti i propri viaggi, oltre a informazioni sui Khazari, Magiari, Bulgari e altri popoli ancora.
Ha lasciato una descrizione di Novgorod, la città dei Rūs' nel X secolo:
(Kitāb al-aʿlāq al-nafīsa)

La sua impressione sui Rūs' fu assai favorevole: 
(Ibidem)
Tramandò anche il resoconto di un funerale a Birka.
Avendo viaggiato molto per l'Arabia, fu uno dei primi esploratori musulmani a descrivere la città di Ṣanʿāʾ: